# هنري تيريل سميث
هنري تيريل سميث (بالإنجليزية: Henry Tyrell-Smith)‏ كان متسابق دراجات نارية أيرلندي فاز بكأس جزيرة مان السياحية.

## البطولات
- كأس جزيرة مان السياحية 1930